# Družstevník Veľký Horeš
Družstevník Veľký Horeš là một câu lạc bộ bóng đá Slovakia đến từ Veľký Horeš. Hiện tại đội bóng thi đấu ở 3. Liga (Đông) (cấp độ 3), sau khi vô địch mùa giải 2015-16 ở 4. liga Đông - Nam.